# Texte: der RAF
Texte: der RAF ist ein Sammelband mit Texten von Mitgliedern der Rote Armee Fraktion (RAF) und programmatischen Schriften der linksextremistischen Terrororganisation. Es wurde im Dezember 1977 vom „Internationalen Komitee zur Verteidigung der politischen Gefangenen in Westeuropa“ (ivk), Sektion BRD, Stuttgart herausgegeben.
Die Planung für Texte: der RAF begann Ende 1976, also vor den Terroranschlägen des  Deutschen Herbstes. Es war vorgesehen, das 600 Seiten starke Buch als Gemeinschaftsausgabe des Verbandes des linken Buchhandels (VLB) erscheinen zu lassen. Diese Kooperation kam jedoch, trotz intensiver Diskussionen auf einem nationalen Treffen des VLB im Mai 1977, nicht zustande.
Das Buch erschien in einer schwedischen – RAF: texter, ISBN 91-504-0651-5, 1. uppl. Lund: Cavefors, 1977, Svenska 520 S. – und einer deutschsprachigen Ausgabe – Texte der RAF, ISBN 91-504-0668-X, 1. Aufl. Lund: Cavefors, 1977, Deutsch 600 S. – im Oktober 1977 trotz der aktuellen Ereignisse und wurde ab Dezember 1977 von dem schwedischen Verlag Bo Cavefors nach Deutschland exportiert. Seit März 1978 wurde das Buch von deutschen Behörden im Rahmen der Maßnahmen gegen die RAF und Sympathisanten beschlagnahmt. Dazu veranlasste der Generalbundesanwalt eine bundesweite Durchsuchung von Buchläden und Anwaltsbüros. Gegen einige der so ermittelten Bezieher des Buches wurden Ermittlungsverfahren wegen „Verfassungsfeindlicher Sabotage“ (§§ 88) und „Bildung terroristischer Vereinigungen“ (§129a StGB) eingeleitet. Ein Teil der Auflage erschien daraufhin als Tarnschrift unter dem Titel: Per A. Rosenberg: Kãrlek med fõrhinder (übersetzt: Liebe mit Hindernissen). Mindestens zwei Schwarzkopien des Buches (in einem kleineren Format) wurden nach dem Verbot als Untergrundschrift hergestellt. 1983 erschien das Buch in einer vor allem um das sogenannte „Maipapier“ erweiterten und aktualisierten Ausgabe ebenfalls als Untergrundschrift.